# 광주 도시철도 1호선

노선도

광주 도시철도 1호선(光州 都市鐵道 —號線)은 대한민국 광주광역시 동구 월남동에 있는 녹동역과 광주광역시 광산구 평동에 있는 평동역을 잇는 광주교통공사의 도시 철도 노선이다. 2004년 4월 28일 1단계 구간인 녹동~상무 구간이 개통되었고, 2008년 4월 11일 2단계 구간인 김대중컨벤션센터(마륵) ~ 평동 구간이 개통되었다. 안내 등에 사용되는 색은 ●청록색이다. 2023년 총 수송인원은 33,505,056명으로 집계되었고 일평균 수송 인원은 51,259명이며, 2017년 11월 하루 평균 수송 인원은 53,083명이다. 최근 모든 역에 밀폐형, 반밀폐형 스크린도어가 완비되었다. 통행방향은 우측통행이다.

## 연혁
- 1994년 1월 1일 : 광주 지하철 건설본부 설립.
- 1994년 11월 : 광주 도시철도 1호선 기본계획 확정.
- 1999년 11월 2일 : 2단계 건설사업 계획 승인[1]
- 1996년 2월 17일 : 1단계 녹동~상무 구간 착공.
- 2000년 4월 6일 : 2단계 상무~평동 구간 착공.
- 2004년 4월 28일 : 1단계 녹동~상무 구간 개통.
- 2008년 4월 11일 : 2단계 상무~평동 구간 개통.
- 2016년 8월 30일 : 전역사 스크린도어 설치 완료.

## 노선 정보
- 노선 거리 : 20.6 km
- 운영 기관 : 광주교통공사(전 구간)
- 궤간 : 1,435 mm(표준궤)
- 통행 방향 : 우측 통행
- 역 수 : 20
- 복선 구간 : 녹동역을 제외한 전 구간
- 전철화 구간 : 전 구간(직류 1,500 볼트)
- 보안 장치 : ATC/ATO [수동운전.반자동운전]방식
- 운행차량 : 광주교통공사 1000호대 전동차

## 역 목록
| 역 번호 | 역명                   | 로마자 역명                                     | 한자 역명        | 접속 노선                                    | 역간 거리 | 영업 거리 | 소재지     | 소재지 |
| ------- | ---------------------- | ----------------------------------------------- | ---------------- | -------------------------------------------- | --------- | --------- | ---------- | ------ |
| 100     | 녹동                   | Nokdong                                         | 鹿洞             |                                              | -         | 0.0       | 광주광역시 | 동구   |
| 101     | 소태                   | Sotae                                           | 所台             |                                              | 1.9       | 1.9       | 광주광역시 | 동구   |
| 102     | 학동·증심사입구        | Hakdong·Jeungsimsa                              | 鶴洞·證心寺入口  |                                              | 1.1       | 3.0       | 광주광역시 | 동구   |
| 103     | 남광주                 | Namgwangju                                      | 南光州           |                                              | 0.9       | 3.9       | 광주광역시 | 동구   |
| 104     | 문화전당(구도청)       | Asia Culture Center(Formerly Provincial Office) | 文化殿堂(舊道廳) |                                              | 0.9       | 4.8       | 광주광역시 | 동구   |
| 105     | 금남로4가              | Geumnamro 4(Sa)-ga                              | 錦南路4街        |                                              | 0.7       | 5.5       | 광주광역시 | 동구   |
| 106     | 금남로5가              | Geumnamro 5(O)-ga                               | 錦南路5街        |                                              | 0.6       | 6.1       | 광주광역시 | 북구   |
| 107     | 양동시장               | Yangdong Market                                 | 良洞市場         |                                              | 1.0       | 7.1       | 광주광역시 | 서구   |
| 108     | 돌고개                 | Dolgogae                                        |                  |                                              | 0.6       | 7.7       | 광주광역시 | 서구   |
| 109     | 농성(한국건강관리협회) | Nongseong(Korea Association Health Promotion)   | 農城             |                                              | 1.2       | 8.9       | 광주광역시 | 서구   |
| 110     | 화정                   | Hwajeong                                        | 花亭             |                                              | 0.7       | 9.6       | 광주광역시 | 서구   |
| 111     | 쌍촌                   | Ssangchon                                       | 雙村             |                                              | 0.6       | 10.2      | 광주광역시 | 서구   |
| 112     | 운천                   | Uncheon                                         | 雲泉             |                                              | 0.9       | 11.1      | 광주광역시 | 서구   |
| 113     | 상무(스마트저축은행)   | Sangmu(Smart Savings Bank)                      | 尙武             |                                              | 1.1       | 12.2      | 광주광역시 | 서구   |
| 114     | 김대중컨벤션센터(마륵) | Kim Daejung Convention Center(Mareuk)           |                  |                                              | 0.7       | 12.9      | 광주광역시 | 서구   |
| 115     | 공항                   | Gwangju Airport                                 | 空港             |                                              | 2.9       | 15.8      | 광주광역시 | 광산구 |
| 116     | 송정공원               | Songjeong Park                                  | 松汀公園         |                                              | 1.1       | 16.9      | 광주광역시 | 광산구 |
| 117     | 광주송정역             | Gwangju Songjeong Station                       | 光州松汀驛       | 호남선 호남고속선 광주선 경전선 (광주송정역) | 1.1       | 18.0      | 광주광역시 | 광산구 |
| 118     | 도산                   | Dosan                                           | 道山             |                                              | 0.7       | 18.7      | 광주광역시 | 광산구 |
| 119     | 평동                   | Pyeongdong                                      | 平洞             |                                              | 1.9       | 20.5      | 광주광역시 | 광산구 |

## 이용객 변화추이
다른 도시에 있는 도시철도 노선과는 달리, 광주 도시철도 1호선은 경유하는 지역 중 유동 인구가 많은 지역을 꼽으면 광주송정역과 금남로 밖에 없으며, 광주의 유동 인구가 많은 광주종합버스터미널, 광주광역시청, 일곡지구, 첨단지구, 수완지구와 주요 대학인 전남대와 조선대를 경유하지 않고 있다. 광주 도시철도 1호선이 상무대로를 너무 직선으로 지나가고 유동 인구가 매우 적은 쌍촌동이나 화정동 일대를 경유하고 있어서 전국에 있는 모든 도시철도 중 이용객이 가장 적다.
| 역 노선 | 1일 평균 승차 인원 | 1일 평균 승차 인원 | 1일 평균 승차 인원 | 1일 평균 승차 인원 | 1일 평균 승차 인원 | 1일 평균 승차 인원 | 1일 평균 승차 인원 | 1일 평균 승차 인원 | 1일 평균 승차 인원 | 1일 평균 승차 인원 |
| 역 노선 | 2004년             | 2005년             | 2006년             | 2007년             | 2008년             | 2009년             | 2010년             | 2011년             | 2012년             | 2013년             |
| ------- | ------------------ | ------------------ | ------------------ | ------------------ | ------------------ | ------------------ | ------------------ | ------------------ | ------------------ | ------------------ |
| 1호선   | 32,987             | 35,343             | 38,143             | 43,142             | 47,133             | 47,786             | 48,518             | 49,279             | 49,500             | 49,331             |
| 1호선   | 2014년             | 2015년             | 2016년             | 2017년             | 2018년             | 2019년             | 2020년             |                    |                    |                    |
| 1호선   | 49,460             | 50,182             | 50,959             | 51,259             | 51,735             | 52,929             |                    |                    |                    |                    |